# Ẓ
Ẓ ، ẓ یکی از حروف الفبای لاتین است و ساخته‌شده از یک Z و یک نقطه در زیر آن است. کاربرد این حرف در ترانویسی زبان‌های آفروآسیایی و نشان دهندهٔ ز تأکیددار است. 